# Bistum Nicotera
Koordinaten: 38° 33′ N, 15° 56′ O
Das Bistum Nicotera (lat. Dioecesis Nicotriensis) war eine flächenmäßig sehr kleine Diözese der römisch-katholischen Kirche mit Sitz in der Stadt Nicotera in der Provinz Vibo Valentia in der Region Kalabrien (Italien). Das Bistum existierte wahrscheinlich schon im 6. Jahrhundert. 902 wurde die Stadt Nicotera von den Sarazenen vollständig zerstört, und der Bischofssitz ging unter. 1065 wurde Nicotera von den Normannen erobert, die die Stadt wieder aufbauten und den Bischofssitz wieder begründeten. 1304 wurde das Bistum aufgelöst und das Bistumsgebiet an das Bistum Mileto angeschlossen. 1392 wurde das Bistum wieder begründet. 1818 wurde das Bistum Nicotera mit der Diözese Tropea unter dem Namen Bistum Nicotera und Tropea vereinigt.

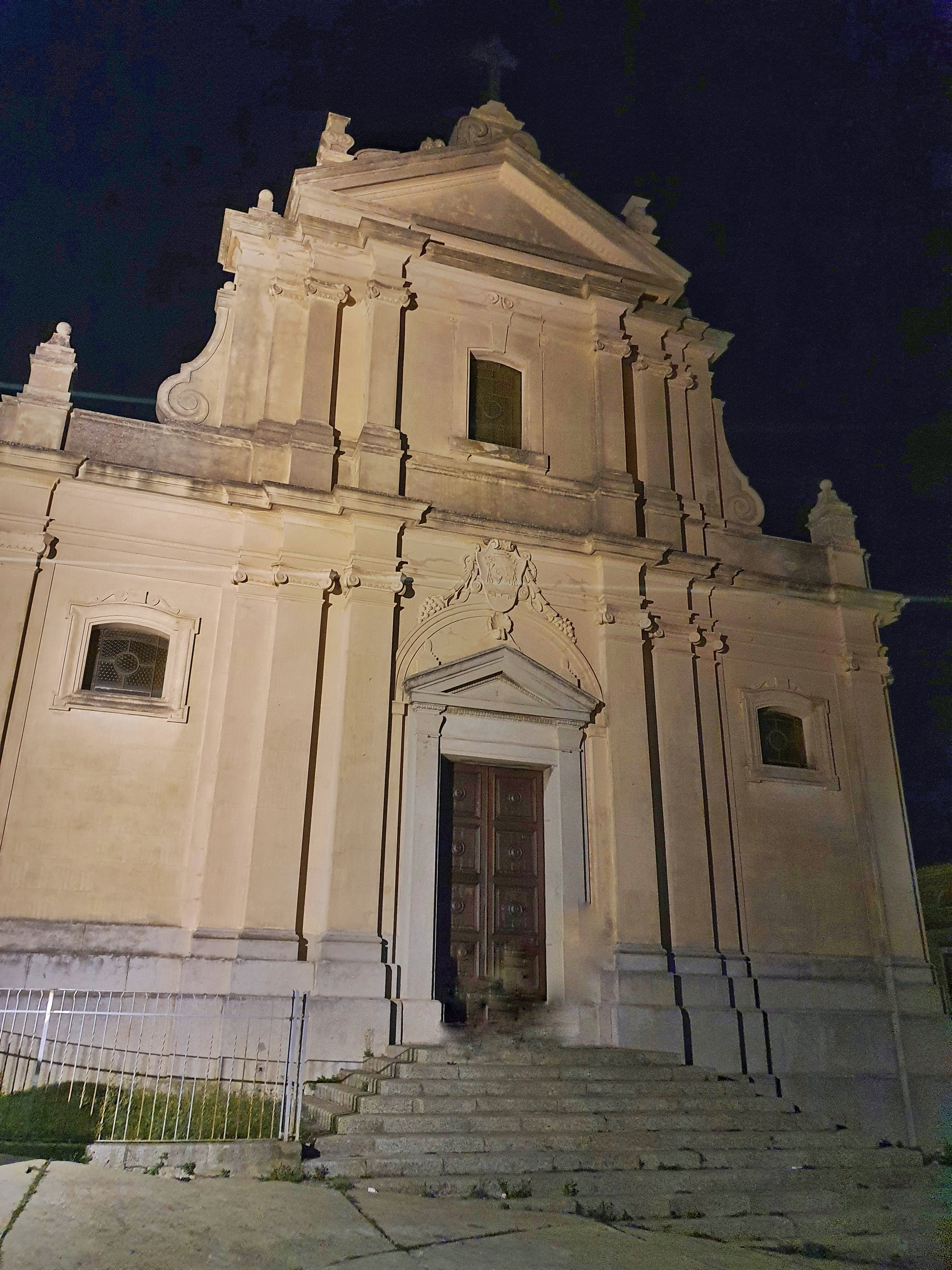
Kon-Kathedrale Santa Maria Assunta in Nicotera

## Lage
Nicotera liegt etwa 14 km südöstlich von Tropea etwas oberhalb einer Bucht des Tyrrhenischen Meeres. Direkt am Meer liegt der Teilort Nicotera Marina.
Zum Zeitpunkt der Vereinigung mit dem Bistum Tropea umfasste die Diözese nur zwei Gemeinden, Nicotera und Limbadi, mit etwa zehn angegliederten Ortschaften.

## Geschichte
Das Bistum wird erstmals zu Ende des 6. Jahrhunderts in den Briefen von Papst Gregor dem Großen erwähnt. Der erste urkundlich belegte Bischof Proculus wurde damals abgesetzt und in Rom inhaftiert. Der Papst schickte nun Rufinus von Vibona nach Nicotera, die Wahl eines neuen Bischof zu veranlassen. Vermutlich fand aber keine neue Wahl statt, denn Proculus wurde nach drei Jahren aus der Haft entlassen und durfte an seine vorige Wirkungsstätte zurückkehren. Die Diözese gehörte damals zur Römischen Kirchenprovinz. Im 6. Jahrhundert wurde Süditalien vom Byzantinischen Reich erobert. Die Diözese Nicotera blieb aber zunächst Rom unterstellt. Erst Kaiser Leo III. der Isaurier (Amtszeit: 717 bis 741) entzog die süditalienischen Bistümer der geistlichen Gerichtsbarkeit der Päpste in Rom und unterstellte sie dem Patriarchat von Konstantinopel. In den Diözesen wurde der griechische Ritus in den Gottesdiensten eingeführt. Der zweite bekannte Bischof von Nicotera ist Sergius, der 787 an den Sitzungen des Zweiten Konzils von Nizäa teilnahm. Das Bistum war nach den Notitia Episcopatuum, die unter Kaiser Leo VI. (886 bis 912) aufgeschrieben wurden, ein Suffraganbistum des Metropolitansitzes Reggio Calabria. 941 wurde Nicotera von den Sarazenen vollständig zerstört. Auch der damalige Bischof von Nicotera Caesarius wurde getötet. Aufgrund des Unterganges der Stadt wurde auch das Bistum aufgelöst und das Bistumsgebiet wahrscheinlich in das Bistum Tropea eingegliedert.
1065 wurde Nicotera von den Normannen erobert, die die Stadt wieder aufbauten. Vermutlich wurde bald darauf das Bistum wieder begründet und nun direkt dem Heiligen Stuhl unterstellt. 1132 wurde Nicotera von einer arabischen Flotte angegriffen und erobert. Die Bevölkerung wurde entweder getötet oder in die Sklaverei verkauft. Leider ist über die Geschichte des Bistums in dieser Zeit wenig bekannt. Nur zwei Bischöfe können namentlich festgemacht werden; Bischof Pellegrinus ist in einer Urkunde von 1173 dokumentiert. 1179 nahm er am Dritten Laterankonzil teil, das Papst Alexander III. nach Rom einberufen hatte.
In den Kämpfen um das Königreich Sizilien zwischen dem Königreich Aragón und dem Geschlecht der Anjou in Neapel wurde 1304 Bischof Tancredus (oder Tancredi) von Nicotera getötet. Ihm wurde vorgehalten, dass er sich auf die Seite der Aragonesen gestellt hätte. Der Papst hob als Strafe das Bistum Nicotera auf und gliederte das Bistumsgebiet in das Bistum Mileto ein. Später wurde das Gebiet mit dem Erzbistum Reggio Calabria vereinigt. Erst Papst Bonifatius IX. richtete das Bistum Nicotera mit seiner Bulle vom 14. August 1392 als Suffraganbistum von Reggio wieder ein. Der erste Bischof des neu errichteten Bistums war Giacomo d’Ursa da Sant’Angelo.
Bischof Luca Antonio Resta berief 1579 die erste Diözesansynode ein und folgte damit den Vorgaben des Konzils von Trient. Sein Nachfolger Ottaviano Capece (1582–1616) ließ den neuen Bischofspalast erbauen und die Kathedrale restaurieren. Am 20. Juni 1638 wurde Nicotera von türkischen Truppen geplündert und stark geschädigt. Die Bewohner wurden, sofern sie nicht entkommen konnten, in die Sklaverei verschleppt. 1659 gründete Bischof Ercole Coppola das bischöfliche Priesterseminar in Nicotera. Der folgende Bischof Giovanni Biancolella wurde 1669 von Kriminellen überfallen und umgebracht. Die Schuldigen wurden gefasst und bestraft. 1688 wurde der Schatzmeister des Domkapitels ermordet. Die näheren Umstände des Verbrechens sind nicht bekannt. 1759 wurde die Kathedrale durch einen Brand schwer beschädigt. Die Schäden waren gerade beseitigt, als das Erdbeben von 1783 die Kathedrale erneut zerstörte, und mit der Kathedrale auch die Stadt. Bischof Francesco Attaffi, überlebte zwar das Erdbeben zwa, war danach aber ein gebrochener Mann, der 1784 starb. Der Bischofssitz blieb nun bis 1792 unbesetzt. Der letzte Bischof von Nicotera, Giuseppe Vincenzo Marra, starb am 16. Januar 1816. Der Bischofsstuhl wurde nicht mehr besetzt.
Am 27. Juni 1818 wurde Nicotera mit der päpstlichen Bulle De utiliori von Papst Pius VII. aeque Principaliter mit der Diözese Tropea vereinigt. Die vereinigte Diözese trug nun den Namen Diocesi di Nicotera e Tropea.

## Bischöfe
| Bischof/Verwalter | Amtszeit                                                      | Sonstige Ämter und Bemerkungen |
| --- | ------------------------------------------------------------- | --- |
| Proculus/Proclo/Procolo | ? bis 596 und nach 599 bis ?                                  | |
| Sergius/Sergio | 787                                                           | nahm am Zweiten Konzil von Nicäa teil                                                                                                 |
| Caesarius/Cesario | † 941                                                         | Gams nennt ihn Märtyrer und gibt als Todesjahr 884 an, fehlt in Cappelletti                                                           |
| Pellegrinus | vor 1173 bis nach 1179                                        | fehlt in Avino und Cappelletti |
| Tancredus | ? bis † 1304                                                  | fehlt in Avino und Cappelletti |
| Bistum wohl aufgelöst | 1304 bis 1392                                                 | |
| Jacobus de S. Angelo/Jacopo/Giacomo da S. Angelo dei Lombardi/Giacomo di Sant'Angelo                                                                    | 16. August 1392 bis † 7. August 1405                          | OSA |
| Petrus/Pietro da .../Pietro | ? bis circa 1415                                              | fehlt in Catholic Hierarchy |
| Clemens/Clemens de Neapoli/Clemente da Napoli/Clemente                                                                                                  | 28. April 1415 bis † 1423                                     | OCarm |
| Floridatius/Florisdassius (Floridatus) Surpandus/Floridazio da .../Floridazio/Floridato Surpando                                                        | 29. Januar 1423 bis ?                                         | |
| Joannes (Franciscus?)/Giovanni (Francesco ?) | 4. März 1444 bis ?                                            | fehlt in Cappelletti |
| Francesco Scattaretica da Nicotera/Francesco | 1452 bis 1460                                                 | fehlt in Gams, siehe unter folgendem Bischof                                                                                          |
| Franciscus Albrancha/Francesco Brancia d'Amalfi/Francesco Brancia/Franciscus/Francesco de Branca                                                        | 14. Juni 1452 bis ?                                           | OCist, Amtszeit lt. Avino: 1461 bis 14.. Cappelletti: 1471 bis 1475, bei Avino und Cappelletti sind es zwei Bischöfe namens Francesco |
| Petrus Balbus/Pietro Balbi/Pietro Balbo | 15. Februar 1461 (Wahl)/18. Januar 1462 bis 27. Dezember 1465 | aus Venedig, zum Bischof von Tropea ernannt, nicht in Eubel, fehlt in Catholic Hierarchy                                              |
| Nicolaus Guidiccioni/Nicola Guideccioni da Lucca/Nicolaus de Guiduccionibus/Nicolò de Guidiccioni/Nicola de Guidiccioni                                 | 17. September 1479 bis † 1487                                 | |
| Antonius Lucido/Antonius Sibardus (Lucido)/Antonio Lucido/Antonio Sicardo Lucido                                                                        | 2. Juni 1487/1. Juni 1487 bis 8. Februar 1490                 | von Neapel, wurde 1490 zum Bischof von Nicastro ernannt                                                                               |
| Harduinus Pantaleoni/Arduinus Santaleonis/Arduino Pantaleone/Arduino Pantaleoni/Arduino Santaleoni                                                      | 8. Februar 1490 bis † 1517                                    | Kanoniker von Capua, Avino/Cappelletti: da Padova                                                                                     |
| Julius Caesar de Januario/Giulio Cesare de Gennaro | 2. Dezember 1517 bis 1528                                     | von Nicotera, resignierte das Amt, von Neapel fehlt in Catholic Hierarchy                                                             |
| Pompejus de Columna/Pompeo Colonna | 30. Oktober 1528 bis 5. Dezember 1530                         | Kardinal, Apostolischer Administrator, resignierte das Amt, fehlt in Gams, fehlt in Avino, Cappelletti und Catholic Hierarchy         |
| Princivallis de Januario/Princivallus de Januario/Princivalle de Gennaro/Princisvalle de Gennaro                                                        | 5. Dezember 1530 bis 1539                                     | von Nicotera |
| Antonio Sanseverino | 15..                                                          | von Neapel, Apostolischer Administrator cardinale                                                                                     |
| Camillus de Januario/Camillus Januarius/Camillo de Gennaro                                                                                              | 12. Dezember 1539 bis † 1542                                  | von Nicotera |
| Julius de Januario/Julius Caesar de Januariis/Giulio oder Giulio Cesare de Gennaro/Giulio de GennaroGiulio Cesare de Gennaro                            | 15. März 1542 bis † 1573                                      | von Neapel |
| Leonardus de Liparoli/Nardus (Leonardus) Liparula/Lionardo Liparolo da Napoli/Leonardo Liparoli/Leonardo Liparola                                       | 13. März 1573/30. März 1573 bis † 1578                        | von Massa Lubrese |
| Lucas Antonius Resta/Luca Antonio Resta | 11. August 1578 bis 27. April 1582                            | von Mesagne/von Montagnana, wurde zum Bischof von Andria ernannt                                                                      |
| Octavianus Capece/Octavianus Capicius (Capace)/Ottaviano Capece/Ottaviano Capice                                                                        | 21. Mai 1582/27. Mai 1582 bis † 1616                          | von Neapel |
| Carolus Pinti/Carlo Pinto/Carlo Pinti | 5. Mai 1614/1616 bis † 16. Juli 1644                          | von Salerno |
| Camillus Baldo/Camillus Baldi/Camillo Baldo da Roma/Camillo Baldi                                                                                       | 6. März 1645 bis † 1650                                       | von Monte San Sevino, Dr. iur. utr.                                                                                                   |
| Ludovicus Centofloreni/Franciscus Centoflorenius (Centofiorini)/Lodovico Centofloreno/Lodovico Centofiorini/Lodovico (Francesco) Centofiorini           | 2. Mai 1650 bis † 1650/1651                                   | von Città Nova nell'Istria |
| Hercules Coppola/Ercole Coppola/Enrico Coppola | 22. Mai 1651 bis † 1658                                       | geboren in Gallipoli, Magister Theologiae                                                                                             |
| Franciscus Cribario/Franciscus Cribarius/Francesco Cribario                                                                                             | 6. Mai 1658 bis † 3. März 1667                                | von Aprigliano in der Diözese Cosenza                                                                                                 |
| Joannes Franciscus Biancolella/Ioannes Blancolella (Biancolella)/Giovan Francesco Biancolella/Gian Francesco Biancolella/Giovanni Francesco Biancolella | 22. August 1667 bis † 5. oder 6. Februar 1669                 | von Aversa |
| Franciscus Arrigua/Francesco Aricò da Monforte in Sicilia/Francesco Arrigua                                                                             | 6. Oktober 1670 bis † November 1690                           | OFM |
| Bartholomaeus Riberi/Bartolomeo Ribero/Bartolameo de Riberi/Bartolomeo Riberi                                                                           | 12. November 1691 bis † 8. Dezember 1702                      | OdeM, von Evora in Portugal |
| Antonius Manso/Antonio Mansi/Antonio Manso | 1. Oktober 1703 bis † November 1713                           | OFM, von Montalbano in der Diözese Tricarico                                                                                          |
| Sedisvakanz | 1713 bis 1718                                                 | |
| Januarius Mattei/Gennaro Mattei | 10. Januar 1718 bis † Januar 1725                             | OFM, von Acquario di Arena in der Diözese Mileto                                                                                      |
| Albertus Gualtieri/Alberto Gualtieri | 1. Februar 1725 bis † Oktober 1726                            | OFMDisc, von Neapel |
| Paulus Collia/Paolo Collia | 23. Dezember 1726 bis † 19 oder 27. Juli 1735                 | OFM, von Zaccanopoli in der Diözese Tropea                                                                                            |
| Franciscus de Novellis/Francesco de Novellis/Francesco de Novelli                                                                                       | 2. Dezember 1735 bis 27. Januar 1738                          | von Neapel, wurde zum Bischof von Sarno ernannt                                                                                       |
| Eustachius Entreri/Eustachio Entreri/Eustachio Entresi                                                                                                  | 3. März 1738 bis † 11. März 1745                              | OFM, von S. Pietro de Guarano (Bistum Cosenza), Titular-Bischof von Samaria/Sebaste, Weihbischof im Bistum Sabina                     |
| Franciscus Franco/Francesco Franco | 10. Mai 1745 bis † 20 oder 21. April 1777                     | OFM, von Seminara (Bistum Mileto), wurde zum Bischof von Bitetto ernannt                                                              |
| Franciscus Antonius Ataffi/Francesco Attaffi/Francesco Altossi/Francesco Antonio Attaffi                                                                | 23. Juni 1777 bis † 4. März 1784                              | von Stignano (Bistum Squillace) |
| Sedisvakanz | 1784 bis 1792                                                 | |
| Giuseppe Vincenzo Marra/Giuseppe Marrà/Giuseppe Marra                                                                                                   | 27. Februar 1792 bis † 16. Januar 1816                        | Kanoniker von Reggio Calabria |
| Sedisvakanz | 1816 bis 1818                                                 | |